# Курикани
Куриканите са етническа група, живяла в Южен Сибир.
Те се споменават в тюркски и китайски източници между VII и IX век, като изглежда по времето на Орхонските надписи са зависими от Тюркския каганат. Някои автори ги идентифицират като споменаваните в средноазиатски източници кури (фури). Куриканите са източни съседи на енисейските киргизи и живеят в района на езерото Байкал. Според някои оспорвани хипотези те са предшественици на хори-бурятите.